# В'юрок (рід)
В'юрок (Fringilla) — рід горобцеподібних птахів родини в'юркових (Fringillidae). Включає 8 видів, що поширені у Євразії та Північній Африці.

## Види
- Зяблик звичайний (Fringilla coelebs)
- Зяблик африканський (Fringilla spodiogenys)
- Зяблик азорський (Fringilla moreletti)
- Зяблик мадейрійський (Fringilla maderensis)
- Зяблик канарський (Fringilla canariensis)
- Зяблик гран-канарський (Fringilla polatzeki)
- Зяблик блакитний (Fringilla teydea)
- В'юрок (Fringilla montifringilla)